# Ernst August Emil Sokolowski
Ernst August Emil Sokolowski (ros. Эрнст Эмильевич Соколовский, ur. 6 grudnia?/18 grudnia 1864 w Ronneburgu, zm. 21 maja?/3 czerwca 1914 we Fryburgu Bryzgowijskim) – niemiecki lekarz psychiatra i neurolog.

## Życiorys
Syn pastora Emila Georga Hermana Sokolowskiego (1819–1869), brat Paula Sokolowskiego (1860–1934). Uczęszczał do gimnazjum w Rydze, następnie studiował na Uniwersytecie w Dorpacie od 1885 do 1891. Tytuł doktora medycyny otrzymał w 1898. Od 1892 do 1894 był asystentem w klinice psychiatrycznej Uniwersytetu w Dorpacie. Od 1894 do 1896 dyrektor zakładu psychiatrycznego w Alexandershöhe koło Rygi. Od 1897 do 1898 lekarz wolontariusz w sanatorium Karla Turbana w Davos. W 1898 z powrotem w Alexandershöhe, gdzie prowadził prywatny zakład psychiatryczny. Był prezesem Towarzystwa Lekarzy Praktyków w Rydze (Gesellschaft praktischer Ärzte zu Riga). Żonaty z Alexandrine (Ally) z domu Moeller. Później przeniósł się do Fryburga Bryzgowijskiego, gdzie zmarł w 1914 roku.

## Wybrane prace
- О действии сигнальных раздражений: диссертация на степень доктора медицины. Jurjew, 1898
- Ueber den Zusammenhang zwischen Syphilis und progressiver Paralyse. St.Petersburger medicinische Wochenschrift 17, 1895
- Hysterie und hysterisches Irrensein. Zentralblatt für Nervenheilkunde und Psychiatrie 19 (1896)
- Referat über die schriftstellerische Thätigkeit im Verlauf der Paranoia. St.Petersburger medicinische Wochenschrift 23, 1896
- Ueber eine Frage aus dem Gebiete des Selbstbestimmungsrechtes der Frau. Hygienische Rundschau 109, 1896
- Zur Selbstverwundung Hysterischer. Correspondenzblatt für Schweizer Ärzte 7, 1897
- Kritische Bemerkungen zu Dr Josef Drozda’s „Grundzüge einer rationeller Phthiseotherapie”. Correspondenzblatt für Schweizer Ärzte 13, 1898
- Das psychisch Abnorme u. der Storm der Zeit. Düna-Zeitung (1900)
- Die Kinderziehung in den ersten Lebensjahren. Pädagogische und prophylaktische Betrachtungen. Baltische Monatschrift 2, ss. 99-123, 1901
- Die Kindererziehung in den ersten Lebensjahren. Pädagogische und prophylaktische Betrachtung. Riga: Hörschelmann, 1901
- Nackte coram publico. Deutsche Monatsschrift für Russland, 1913
- Besprechung von J. v. Uexküll, Bausteine zu einer biologischen Weltanschauung. Preussische Jahrbücher 157, s. 137, 1914
- Die Willenstätigkeit bei hysterischen und die funktionellen Phänomene, „Zeitschrift für die gesamte Neurologie und Psychiatrie”, 29 (1), 1915, s. 252–271, DOI: 10.1007/BF02897498.